# Привілей низького голосу
Привілей низького (глибокого) голосу — це соціальний привілей, який здобувають люди з глибоким голосом.
Дослідження виявило кореляцію між тоном голосу, заробітною платою та розміром бізнесу головних виконавчих директорів.
Спектральний аналіз президентських дебатів у США показав, що фундаментальна частота фонації нижче 500 герц була хорошим провісником успіху в народному голосуванні.